# Henry Bradley
Pour les articles homonymes, voir Henry Bradley (pilote) et Bradley.
Henry Bradley (né le 3 décembre 1845 à Manchester — mort le 23 mai 1923 à Oxford) est un philologue et lexicographe britannique qui succéda à James Murray à la tête de l'Oxford English Dictionnary.
Largement autodidacte, il est remarqué par Murray pour ses critiques justifiées du premier fascicule du dictionnaire, paru en 1884. Bradley est engagé comme assistant par Murray, puis devient coéditeur de l'OED à part entière en 1888. Il est seul éditeur de 1915 à sa mort. Sous sa direction ont été réalisées les définitions des mots commençant par E-G, L-M, S-Sh, St et W-We.

## Ouvrages
- (en) The Story of the Goths (1888)
- (en) Oxford English Dictionary (1888–1923): E, F–G, L, M, S–Sh, St, et une part de W
- (en) The Making of English (1904)

## Cinéma
Il apparait sous les traits de Ioan Gruffudd dans le film de 2019 The Professor and the Madman de Farhad Safinia.